# Floyd (Virginia)
Floyd település az Amerikai Egyesült Államok Virginia államában, Floyd megyében, melynek megyeszékhelye is. Lakosainak száma 448 fő (2020. április 1.).

## Népesség
A település népességének változása:

| 2010 | 425 |
| 2020 | 448 |